# زمین‌لرزه
زمین‌لرزه یا زلزله (به انگلیسی: earthquake)، لرزش، جنبش و تکان خوردن زمین است که به دلیل آزاد شدن انرژی تخلیه شده از سنگ‌ها در گسل‌های پوسته زمین در مدّتی کوتاه روی می‌دهد. محلّی که منشأ زمین‌لرزه است و انرژی از آنجا خارج می‌شود را کانون زمین‌لرزه، و نقطهٔ بالای کانون در سطح زمین را مرکز سطحی زمین‌لرزه یا رومرکز می‌گویند. پیش از وقوع زمین‌لرزهٔ اصلی معمولاً زلزله‌های نسبتاً خفیف‌تری در منطقه روی می‌دهد که به پیش‌لرزه معروف‌اند. به لرزش‌های بعدی زمین‌لرزه نیز پس‌لرزه می‌گویند که با شدّت کمتر و با فاصلهٔ زمانی گوناگون میان چند دقیقه تا چند ماه رخ می‌دهد. هرچقدر تعداد پیش‌لرزه‌ها بیشتر باشد، مقدار ریشتر زمین‌لرزهٔ اصلی، کمتر می‌باشد.
زمین‌لرزه نتیجهٔ رهایی ناگهانی انرژی از داخل پوسته زمین است که امواج ارتعاشی را ایجاد می‌کند. زمین‌لرزه‌ها توسط دستگاه زلزله‌سنج یا لرزه‌نگار ثبت می‌شوند.
هر چقدر، کانون زمین‌لرزه عمیق‌تر باشد، آسیب‌های رسیدگی هم، کم‌تر می‌شوند.
مقدار بزرگی یک زمین‌لرزه متناسب با انرژی آزادشده زمین‌لرزه است. زمین‌لرزه‌های کوچک‌تر از بزرگی ۲٫۵ ریشتر اغلب غیر محسوس و بزرگ‌تر از ۶ ریشتر خسارت‌های جدی را به بار می‌آورند، البته ریشتر که هر واحد اضافه آن حدوداً ده برابر قبلی است (مثلاً ۵ نسبت به ۶) فقط واحد اندازه و شدت انرژی تخلیه شده است اما عوامل متعدد دیگری از فاصله گرفته (عمق بیشتر تأثیر کمتر از زیر ده کیلومتر تا ۷۰۰ کیلومتر همین‌طور فاصله بیشتر افقی از رومرکز) تا جهت لرزش (عمودی یا ضربه‌ای) و نوع طول موج لرزش (فاصله جابجایی مکانی رفتی و برگشتی در هر لرزش) در میزان تخریب تأثیر دارند. امواج زمین‌لرزه سه نوع P و S (امواج بدنی) و سطحی دارند که نوع P که اول می‌آید به امواج فشاری یا طولی مشهور است زیرا امواجش ضربه‌ای بوده و در جهت انتشار می‌لرزانند (مانند بازی کشیدن طناب) و در پوسته زمین با سرعت ۱٫۵ تا ۸ کیلومتر در ثانیه پیش‌می‌روند برعکس امواج S یا امواج قیچی تا ۱٫۷ بار سرعتشان کمتر است و در جهت عمود بر خط انتشار می‌لرزانند (مانند تکاندن سفره) اما نمی‌توانند از مایعات مثلاً آب یا سنگ مذاب مثل هسته بیرونی زمین رد شوند. زمین‌لرزه شدید در عمق با زاویه‌ای ۱۰۵ درجه نواحی سطحی را می‌لرزاند و نواحی ورای این زاویه منطقه سایه نامیده‌می‌شوند و از این رو تجربه نشان داده که امواج P فشاری نسبت به S دامنه بسیار وسیع‌تری از منطقه سایه را پوشش می‌دهند و موج P می‌تواند با تغییر جهت و گذر از گوشته یا هسته بیرونی زمین منطقه‌ای بسیار دور از رومرکز را بلرزاند.
در نزدیکی سطح زمین، زمین‌لرزه به صورت ارتعاش یا گاهی جابجایی زمین نمایان می‌شود. زمانی که رومرکز در داخل دریا باشد، در صورت تغییر شکل زیاد و سریع بستر دریا باعث ایجاد سونامی می‌شود که معمولاً در زمین‌لرزه‌های بزرگ‌تر از بزرگی هشت ریشتر رخ می‌دهد. ارتعاشات زمین باعث ریزش کوه و همین‌طور فعالیت‌های آتشفشانی می‌شوند.
در حالت کلی کلمهٔ زمین‌لرزه هر نوع ارتعاشی را دربر می‌گیرد — چه ارتعاش طبیعی چه مصنوعی توسط انسان — که موجب ایجاد امواج ارتعاشی می‌شود. زمین‌لرزه‌ها اغلب نتیجه حرکت گسل‌ها هستند، و همین‌طور می‌تواند حاصل فعالیت‌های آتشفشانی، ریزش کوه‌ها، انفجار معدن‌ها و آزمایش‌های هسته‌ای باشد.
نقطهٔ آغازین شکاف لرزه را کانون زمین‌لرزه می‌نامند. مرکز زمین‌لرزه نقطه‌ای در راستای عمودی کانون و در سطح زمین است.

## واژه‌شناسی
زمین‌لرزه در لغت‌نامه دهخدا بومَهَن نیز نامیده شده است.
زلزله نیز واژه‌ای از ریشه زبان عربی است. در زبان انگلیسی به این پدیده quake (لرزه)، tremor یا temblor (لرزش) نیز گفته می‌شود.

## تاریخ

### پیش ازقرون میانه
از زمان آناکساگوراس فیلسوف یونانی در قرن ۵ پیش از میلاد تا قرن ۱۴ میلادی، زمین لرزه معمولاً نسبت داده می‌شد به «هوا (بخار) در حفرات از زمین». تالس (۶۲۵–۵۴۷ پیش از میلاد) تنها کسی است که به‌طور مستند معتقد بود که زمین لرزه توسط تنش میان زمین و آب تولید می‌شود. نظریه‌های دیگری هم وجود داشت، از جمله فیلسوف یونانی آناکساماین(۵۸۵–۵۲۶ پیش از میلاد) باورداشت که شیب قسمت کوتاه از خشکی و رطوبت فعالیت‌های لرزه‌ای را ناشی می‌شود. دموکریتوس (۴۶۰ – ۳۷۱ پیش از میلاد) به‌طور کلی آب را برای زلزله سرزنش می‌کرد. پلینی ارشد کلیسا زلزله را «رعد و برق زیر زمینی» نامید. در ایران نیز عقایدی در مورد زلزله عنوان شده که برخی پندارآمیز و برخی دیگر، مانند اندیشه‌های ابن سینا و بیرونی، مبتنی بر تعقل است.

## انواع
زمین‌لرزه‌ها از دید جهت آزاد شدن انرژی به دو نوع افقی و عمودی تقسیم‌بندی می‌شوند. خرابی‌های عمده و وسیع معمولاً بر اثر زمین‌لرزه‌هایی از نوع افقی صورت می‌پذیرند. چرا که اغلب بناها در برابر بارهای عمودی مقاومت کافی دارند.

### زمین‌لرزه‌های طبیعی
زلزله‌های زمین‌ساختی در هر جای زمین که در آن انرژی کرنشی کشسانی به میزان کافی برای گسترش شکستگی در امتداد صفحهٔ گسل ذخیره شده‌باشد، رخ خواهند داد. در مرزهای صفحه‌های پوسته زمین که بزرگ‌ترین صفحه‌های گسل روی زمین را ایجاد می‌کنند، صفحات کنار یکدیگر حرکت یکنواخت و (aseismically) خواهند داشت اگر هیچ بی‌نظمی یا ناهمواری در امتداد مرزهای آن‌ها که باعث افزایش مقاومت اصطکاکی می‌شود، وجود نداشته باشد. بیشتر مرزها دارای این ناهمواری‌ها هستند و این منجر به رفتار چوب – لغزشی (stick-slip behavior) می‌شود. هنگامی که مرزهای صفحه قفل شده باشد، ادامهٔ حرکت نسبی بین صفحات منجر به افزایش تنش و در نتیجه افزایش انرژی انباشته در توده‌های نزدیک سطح گسل می‌شود. این افزایش ادامه می‌یابد تا زمانی که تنش افزایش یافته به اندازه‌ای کافی برسد و از طریق شکستن ناهمواری‌ها، ناگهان از بخش قفل شدهٔ گسل اجازه لغزش بیابد و انرژی ذخیره‌شده را آزاد کند. این انرژی به صورت امواج لرزه‌ای آزاد شده و تابیده شدن گرمای اصطکاکی سطح گسل، و شکستن سنگ آزاد می‌شود که در نتیجه باعث ایجاد زمین‌لرزه می‌شود. این روند تدریجی ساخت تنش و کرنش که موجب شکست ناگهانی و تولید زمین‌لرزه است به عنوان نگرهٔ بازگشت کشسان (elastic rebound theory) خوانده می‌شود. تخمین زده می‌شود که تنها ۱۰ درصد یا کمتر، از کل انرژی زلزله به صورت انرژی لرزه‌ای آزاد می‌شود. بیشترین بخش انرژی زلزله صرف شکستگی سنگ‌ها یا تبدیل به حرارت تولید شده توسط اصطکاک می‌شود؛ بنابراین، زمین لرزه انرژی کرنشی نهفتهٔ کشسانی زمین نزدیک گسل را کاهش می‌دهد و درجه حرارت آن را افزایش می‌دهد، اگرچه این تغییرات نسبت به جریان همرفت و رسانایی گرمای خارج شده از اعماق زمین ناچیز است.
زمین‌لرزه بر اثر شکستن ناگهانی سنگ‌های درون زمین اتفاق می‌افتد.

### زمین‌لرزه‌های القایی
اگرچه اکثر زمین‌لرزه‌ها منشأ زمین‌ساختی و طبیعی دارند ولی تعداد قابل توجهی از زمین‌لرزه‌ها نیز منشأ غیرتکتونیکی دارند که به عنوان زمین‌لرزه‌های القایی یا زمین‌لرزه‌های با عامل مصنوعی شناخته می‌شوند. در ایران با وجود میدان‌های نفتی و گازی زیاد، معادن فعال، سدهای بزرگ و منابع زمین گرمایی هنوز به درستی ویژگی‌های لرزه‌خیزی القایی این مناطق شناخته نشده است. رشته کوه زاگرس میزبان یکی از بزرگ‌ترین ذخایر هیدروکربنی کره زمین می‌باشد و میدان‌های گازی و نفتی متعددی در این منطقه در حال فعالیت و استخراج هستند. وجود تعداد بالای میدان‌های هیدروکربنی و استخراج از آنها و همچنین فعالیت طبیعی زمین‌ساختی در زاگرس، این کوهزایی را به یک نمونه بی‌همتا در کره زمین تبدیل کرده است. مطالعه‌ای در منطقه زاگرس نشان داده گرچه زاگرس از دیدگاه زمین‌ساختی به عنوان منطقه فعال دسته‌بندی می‌شود، اما استخراج از ذخایر هیدروکربنی نیز باعث وقوع زمین‌لرزه‌های القایی در این ناحیه می‌شود.

### انواع گسل‌های لرزه‌ای
سه نوع عمده از گسل وجود دارد که ممکن است موجب زمین‌لرزه بشوند: نرمال، معکوس (محوری) و ضربه‌ای-لغزشی. گسل‌های نرمال و معکوس نمونه‌هایی از شیب - لغزش هستند، که در آن جابه جایی در امتداد گسل در جهت شیب و حرکت بر روی آن‌ها شامل مؤلّفهٔ عمودی می‌شود. گسل نرمال عمدتاً در حوزه‌هایی رخ می‌دهد که پوسته مانند مرز واگرا در حال تمدید شدن است. گسل معکوس در مناطقی که پوسته مانند مرز همگرا در حال کوتاه شدن است رخ می‌دهد. گسل‌های ضربه‌ای - لغزشی ساختمان‌های شیب داری دارند که دو طرف گسل به صورت افقی در کنار یکدیگر می‌لغزند؛ مرزهای تبدیلی نوع خاصی از گسل ضربه‌ای – لغزشی هستند. زمین‌لرزه‌های بسیاری ناشی از جنبش در گسل‌هایی هستند که شامل هر دو نوع شیب - لغزش و ضربه‌ای- لغزشی است، این لغزش به عنوان مورب شناخته شده است.

### زمین‌لرزه‌های دور از مرزهای صفحه‌ها
از آنجایی که مرزهای صفحه‌ها در درون سنگ کره قاره‌ها رخ می‌دهد، تغییر شکل در منطقه‌ای بسیار بزرگ‌تر از مرز صفحه پخش شده است. مانند تبدیل قاره‌ای گسل سان آندریاس، بسیاری از زمین لرزه‌ها به دور از مرز صفحه رخ می‌دهند و به گونه‌های توسعه یافته در منطقه وسیع‌تری از تغییر شکل ناشی از نامنظمی در رابطه با گسل ردیابی هستند (به عنوان مثال منطقه «بزرگ خم».) زلزله نورتریج با جنبش در رانش کوه درون چنین منطقه‌ای در ارتباط بود. مثال دیگر مرز صفحه همگرا و به‌شدت مایل بین پلیت عربی و اوراسیا است که بخشی از شمال غربی کوه‌های زاگرس می‌باشد. تغییر شکل در ارتباط با مرز این صفحه به پوستهٔ تقریباً خالص که جنبش‌های عمود بر مرز در منطقه وسیعی در جنوب غربی و حرکات تقریباً خالص ضربه‌ای- لغزشی در امتداد گسل‌های اصلی نزدیک به مرز واقعی صفحه‌ها تقسیم می‌شود. این توسط مکانیسم کانونی زمین لرزه نشان داده است.
همه صفحات تکتونیکی میدان تنش داخلی ناشی از تعاملات خود با صفحات مجاور و بارگیری یا تخلیه رسوبی دارند. (به عنوان مثال deglaciation.) این تنش‌ها ممکن است برای ایجاد شکست در امتداد گسل صفحه‌های موجود کافی باشند، و زلزله‌های میان صفحه‌ای را ظاهر کنند.

### کانون-کم عمق و کانون-عمیق زمین‌لرزه
اکثر زمین‌لرزه‌های تکتونیکی در حلقه آتش درعمقی کمتراز ده‌ها کیلومتر ناشی می‌شوند. زمین‌لرزه‌های در عمق کمتر از ۷۰ کیلومتر به عنوانزمین‌لرزه‌های کانون-کم عمق طبقه‌بندی می‌شوند، در حالی که با فاصله کانونی بین ۷۰ و ۳۰۰ کیلومتر معمولاً 'کانون-میانی ' یا 'زلزله متوسط عمق' نامیده می‌شوند. در مناطق فرورانش، جایی که پوسته اقیانوسی مسن تر و سردتر در صفحه تکتونیکی دیگر می‌رود، زلزله‌ها ممکن است در عمق بسیار بیشتری (در محدوده ۳۰۰ تا ۷۰۰ کیلومتر) رخ دهند. این نواحی مرتعش فعال همراه با فرورانش به عنوان مناطق (Wadati - Benioff) شناخته شده است. کانون-عمیق زلزله‌ها در عمق زیاد می‌باشند که در آن ناحیه، سنگ کره با توجه به درجه حرارت بالا و فشار دیگر شکننده نیست. مکانیسم احتمالی برای نسل کانون-عمیق زلزله‌ها ناشی از اولین تحت تغییر فاز به ساختار صلبی است.

### زمین‌لرزه‌ها و فعالیت‌های آتشفشانی
بعضی از زلزله‌ها در مناطق آتشفشانی رخ می‌دهند، آن‌ها توسط حرکت ماگما در آتشفشان‌ها ایجاد می‌شوند. چنین زلزله‌هایی می‌توانند به عنوان هشدار دهنده‌ای زود هنگام فوران آتشفشانی را خبر دهند، مانند زلزله‌ها در طول فوران کوه سنت هلن در ۱۹۸۰. زیاد شدن زلزله‌ها در اطراف یک آتشفشان فعّال می‌تواند به عنوان نشانه‌ای برای قریب‌الوقوع بودن فعالیت آتشفشانی باشد. زیاد شدن فعالیت لرزه‌ای قبل از فوران یک آتشفشان می‌تواند توسط زلزله‌نگارها و دستگاه‌های شیب‌سنج (tiltimeters) ثبت شوند.

#### پس‌لرزه
پس‌لرزه زلزله‌ای است که پس از زلزله اصلی، (mainshock) رخ می‌دهد. پس لرزه در منطقه همان شوک اصلی است، اما همیشه از لحاظ قدرت کوچکتر است. اگر پس‌لرزه بزرگ‌تر از شوک اصلی باشد، پس‌لرزه به عنوان شوک اصلی و شوک اولیه اصلی به عنوان Aftershock نام‌گذاری می‌شود. پس‌لرزه‌ها زمانی به وجود می‌آیند که پوسته در اطراف صفحه گسل جابه‌جا شده با اثرات شوک اصلی تطبیق داده می‌شود.

#### ازدحام زمین‌لرزه‌ها
ازدحام زمین‌لرزه، سلسله‌ای از زمین لرزه‌هاست که در منطقه‌ای خاص در مدت زمان کوتاهی اتفاق می‌افتند. آن‌ها با زلزله‌هایی که به دنبال آن‌ها مجموعه‌ای از پس لرزه‌هاست متفاوتند با توجه به این واقعیت که هیچ‌کدام از تک زمین لرزه‌ها در دنباله شوک اصلی نیست، بنابراین هیچ‌یک از قدرت قابل توجهی بالاتر از دیگران ندارد. نمونه‌ای از ازدحام زلزله، فعالیت پارک ملی یلو استون (Yellowstone) در سال ۲۰۰۵ می‌باشد.

#### طوفان زمین‌لرزه
گاهی یک سری از زمین لرزه‌ها به صورت طوفان زمین‌لرزه رخ می‌دهد، که در آن زلزله به گسل پرخوشه ضربه می‌زند، که باعث لرزش یا توزیع مجدّد تنش از زلزله قبلی ارسال شده، می‌شود. مشابه پس لرزه‌ها اما در بخش‌های مجاور گسل، این طوفان‌ها طی سالیان اتفاق می‌افتد، همراه با برخی زلزله‌هایی که به اندازهٔ زلزله‌های اولیه مخرب‌اند. چنین الگویی در دنبالهٔ زلزله‌ها در گسل شمال آناتولی در ترکیه در قرن ۲۰ مشاهده شد و برای خوشه‌های غیرعادی قدیمی از زلزله بزرگ در خاور میانه استنباط شد.

## بزرگی زمین‌لرزه
مقیاس ریشتر که مقیاس بزرگی ریشتر و مقیاس گوتنبرگ–ریشتر نیز نامیده می‌شود، مقیاسی برای اندازه‌گیری بزرگی زمین‌لرزه است که میزان انرژی آزاد شده در کانون زمین‌لرزه را نشان می‌دهد. این مقیاس توسط چارلز فرانسیس ریشتر با همکاری بنو گوتنبرگ توسعه یافت و در مقاله تاریخی ریشتر در سال ۱۹۳۵ ارائه شد، جایی که او آن را «مقیاس بزرگی» نامید. این مقیاس بعداً با تجدیدنظر به مقیاس بزرگی محلی تغییر نام داد و با ML یا ML  نشان داده می‌شود.
به دلیل اشکال‌ها و کاستی‌های مختلف مقیاس بزرگی محلی ریشتر، از این مقیاس دیگر برای بیان بزرگی زمین‌لرزه استفاده نمی‌شود و امروزه بیشتر سازمان‌های مسئول در زمینه لرزه‌شناسی، مانند سازمان زمین‌شناسی ایالات متحده آمریکا، زمین‌لرزه‌های با بزرگی بیشتر از ۴ را با مقیاس بزرگی گشتاوری (Mw )گزارش می‌کنند، اما بسیاری از رسانه‌های خبری هنوز هم به اشتباه از آن به عنوان بزرگی «ریشتر» یاد می‌کنند.
مقیاس بزرگی گشتاوری برای زمین‌لرزه‌های متوسط (بزرگی گشتاوری تقریباً ۵) مشابه با مقیاس ریشتر است. اما برای زمین‌لرزه‌های بزرگ‌تر از MW ۵، یکای بزرگی گشتاوری، بسیار دقیق‌تر است. برای زمین‌لرزه‌های بزرگ، این مقیاس برخلاف مقیاس ریشتر اشباع نمی‌شود، بنابراین در حال حاضر این مقیاس رایج‌ترین مقیاس مورد استفاده در مطالعات زمین‌لرزه‌شناسی است.
به دلیل مبنای لگاریتمی مقیاس ریشتر، هر عدد کامل افزایش در بزرگی، نشان‌دهنده افزایش ده‌برابری در دامنه اندازه‌گیری‌شده است. از نظر انرژی، با هر یک عدد افزایش بزرگی، مقدار انرژی آزادشده حدود ۳۱٫۶ برابر می‌شود و و هر افزایش ۰٫۲ در مقیاس ریشتر، معادل تقریباً دو برابر شدن انرژی آزادشده است.
بزرگی محلی ریشتر به صورت لگاریتم مبنای ۱۰ دامنه موج لرزه‌ای در فاصله ۱۰۰ کیلومتری دستگاه لرزه‌نگار تعریف می‌شود. اگر بزرگی زمین‌لرزه‌ای M در مقیاس ریشتر باشد. انرژی آزادشده آن زمین‌لرزه برابر با E در یکای اِرگ خواهد بود:
معادله بالا نشان می‌دهد که اضافه شدن هر یک درجه به بزرگی زمین‌لرزه، انرژی آزاد شده آن تقریباً ۱٫۵^۱۰ یا ۳۱٫۶ برابر بیشتر می‌شود. انرژی یک زمین‌لرزه با بزرگی ۸، برابر با انرژی انفجار یک میلیارد تن تی‌اِن‌تی برآورد شده است.

## فراوانی وقوع
زمین‌لرزه‌های با بزرگی کمتر از ۴، بارها در طول سال رخ می‌دهند؛ اما توسط انسان حس نشده و معمولاً خطری نیز به همراه ندارند. رویدادهای لرزه‌ای با بزرگی بیش از ۴٫۵ به اندازه کافی قوی هستند که توسط یک لرزه‌نگار در هر نقطه از جهان ثبت شوند، تا زمانی که حسگرهای آن در منطقه سایه زمین‌لرزه قرار نگرفته باشند.
حدود ۵۰۰٬۰۰۰ زمین‌لرزه در هر سال وجود دارد که از این تعداد ۱۰۰٬۰۰۰ تا می‌تواند احساس شود. زمین‌لرزهٔ کوچک به‌طور مداوم در سراسر جهان در مناطقی مانند کالیفرنیا و آلاسکا، ایالات متحده همچنین در گواتمالا، شیلی، پرو، اندونزی، ایران، پاکستان، آزورس در پرتغال، ترکیه، نیوزیلند، یونان، ایتالیا و ژاپن رخ می‌دهد، اما زمین‌لرزه می‌تواند، تقریباً در هر نقطه‌ای رخ دهد، از جمله نیویورک، لندن و استرالیا. زمین لرزهٔ بزرگتر کمتر اتفاق می‌افتد، رابطه به صورت نمایی است؛ برای مثال، تقریباً ده برابر از زمین‌لرزه‌های بزرگتر از شدت ۴ در یک دوره زمانی خاص نسبت به زمین‌لرزه‌های بزرگتر از شدت ۵ رخ می‌دهد. در (لرزه‌خیزی کم) انگلستان، به عنوان مثال، محاسبه شده است که عود به‌طور متوسط عبارت اند از: زمین‌لرزه ۳٫۷ -- ۴٫۶ در هر سال، زمین‌لرزه ۴٫۷ -- ۵٫۵ هر ۱۰ سال، و زمین‌لرزه ۵٫۶ یا بالاتر در هر ۱۰۰ سال است. این نمونه‌ای از قانون گوتنبرگ- ریشتر است.
تعداد ایستگاه‌های لرزه‌ای از حدود ۳۵۰ در سال ۱۹۳۱ امروزه به هزارها از افزایش یافته است. نتیجتاً، تعداد بیشتری زمین‌لرزه نسبت به گذشته منتشر می‌شود، اما این به دلیل بهبود ابزار اندازه‌گیری است نه به دلیل افزایش تعداد زمین‌لرزه‌ها. (USGS) تخمین می‌زند که از سال ۱۹۰۰ تا به حال به‌طور متوسط ۱۸ زلزله بزرگ (قدر ۷٫۰–۷٫۹) و یک زلزله خیلی بزرگ (قدر ۸٫۰ یا بیشتر) در هر سال وجود داشته است، و این نسبت تقریباً ثابت بوده است. در سال‌های اخیر، تعداد زمین‌لرزه‌های بزرگ در هر سال کاهش یافته است، اگرچه این نتیجهٔ نوسانات آماری است، نه از روند سیستماتیک. آمار دقیق بیشتر در اندازه و تعداد زمین‌لرزه‌ها، از (USGS) در دسترس است.
بسیاری از زمین‌لرزه‌های جهان (۹۰ ٪ و ۸۱ ٪ از بزرگ‌ترین) در طول ۰۰۰٬۴۰ کیلومتر، منطقه نعل اسبی شکل به نام کمربند زمین‌لرزه سیرکم پاسیفیک(circum-Pacific seismic belt)، که همچنین به عنوان زنگ آتش اقیانوس آرام شناخته شده، اتفاق می‌افتند؛ که در اکثر نقاط با صفحهٔ اقیانوس آرام هم‌مرز است. زمین‌لرزه‌های بزرگ تمایل دارند در طول مرز صفحه‌های دیگر نیز رخ دهند: مثلاً در امتداد کوه‌های هیمالیا.
با رشد سریع شهرهای بزرگ مانند مکزیکوسیتی، توکیو و تهران، در مناطق پر خطر زمین‌لرزه، برخی از زلزله‌شناسان هشدار می‌دهند که ممکن است زمین‌لرزه زندگی تا حداکثر ۳ میلیون نفر را بگیرد.
زمین‌لرزه‌ها توسط حرکت صفحات زمین‌ساختی زمین ایجاد می‌شود، فعالیت‌های انسانی نیز می‌تواند زمین‌لرزه تولید کند. چهار گونه فعالیت‌های اصلی در این پدیده مشارکت می‌کنند: احداث سدها و ساختمان‌های بزرگ، حفاری و تزریق مایع به داخل چاه، استخراج از معادن زغال‌سنگ، و استخراج نفت.
شاید بهترین نمونه شناخته شده زمین‌لرزه سال ۲۰۰۸ در استان سیچوان چین است، این لرزش منجر به ۲۲۷۶۹، نفر تلفات شد و نوزدهمین زمین‌لرزه مرگبار در تمام دوران‌ها بوده است. باور بر این است که سد زیپینگو (Zipingpu)، زیر فشار گسل ۱۶۵۰ فوت (۵۰۳ متر) نوسان یافته؛ این فشار احتمالاً قدرت زمین‌لرزه را افزایش داده و سرعت حرکت گسل را شتا بخشیده است. همچنین بزرگ‌ترین زمین‌لرزه‌ای که در تاریخ استرالیا روی داد، توسط بشر القا شده بود؛ از طریق استخراج از معادن زغال‌سنگ. شهر نیوکاسل بر بخش بزرگی از مناطق استخراج معادن زغال‌سنگ ساخته شده‌بود. زمین‌لرزه از گسلی که به خاطر استخراج میلیون‌ها تن سنگ معدن ایجاد شده‌بود، تولید شد.
در سال ۲۰۱۱ میلادی، وقوع تعداد ۱۱ زمین‌لرزه نامعمول در شهر یانگ استون در ایالت اوهایوی آمریکا باعث شد که پژوهشگران به این نتیجه برسند که فعالیت‌های اکتشاف گاز و تزریق مایع به درون لایه‌های زمین در آن منطقه باعث فشار بر لایه‌ها و عامل بروز زمین‌لرزه شده‌اند.

## ثبت زمین‌لرزه‌ها
به منظور ثبت زلزله‌ها از دستگاهی به نام لرزه سنج یا شتاب نگار استفاده‌می‌شود. داده‌های به دست آمده از این دستگاه یا به صورت یک سری از اعداد بیانگر شتاب است که به صورت (شتاب - زمان) دسته‌بندی شده‌اند یا صرفاً یک سری اعداد بیانگر شتاب زمین است. در این مورد اخیر در ابتدای داده‌ها اشاره می‌گردد که فاصله زمانی این داده‌ها چند ثانیه است. داده‌های زلزله‌های ایران از وبگاه مرکز تحقیقات ساختمان و مسکن قابل دریافت است.

## زمین لرزه‌های ثبت شده بر پایهٔ بزرگی
زمین لرزه‌های ثبت شده بر پایهٔ بزرگی به این شرح می‌باشند:
| رتبه | تاریخ          | محل                          | بزرگی |
| ---- | -------------- | ---------------------------- | ----- |
| ۱    | ۲۲ مه ۱۹۶۰     | والدیویا - شیلی              | ۹٫۵   |
| ۲    | ۲۷ مارس ۱۹۶۴   | آلاسکا - ایالات متحده آمریکا | ۹٫۲   |
| ۳    | ۲۶ دسامبر ۲۰۰۴ | سوماترا - اندونزی            | ۹٫۱   |
| ۴    | ۴ نوامبر ۱۹۵۲  | کامچاتکا - روسیه             | ۹٫۰   |
| ۵    | ۱۱ مارس ۲۰۱۱   | توهوکو - ژاپن                | ۹٫۰   |

## اندازه‌گیری بزرگی و محل زمین‌لرزه
زمین‌لرزه را می‌توان توسط لرزه‌نگارتا فواصل بسیار بزرگ ثبت کرد، چرا که امواج لرزه‌ای حتی از داخل زمین هم می‌گذرند. قدر مطلق اندازهٔ زمین‌لرزه مطابق قرارداد توسط اعداد در مقیاس قدر گشتاور (که قبلاً در مقیاس ریشتر، از قدر ۷ باعث آسیب جدی و بزرگ بیشتر مناطق گزارش شده)، در حالی که احساس قدر با استفاده از مقیاس مرکالی گزارش می‌شود. هر لرزش انواع امواج لرزه‌ای را تولید می‌کند که با سرعت‌های مختلف از داخل سنگ می‌گذرند: امواج طولی P (امواج ضربه‌ای یا فشاری) امواج عرضی S (هر دو امواج بدن) و امواج سطحی مختلف (امواج ریلی). سرعت انتشار امواج لرزه‌ای حاصل از محدوده تقریبی ۳ کیلومتر بر ثانیه تا ۱۳ کیلومتر بر ثانیه، بسته به تراکم و کشش از مقدار میانه تغییر می‌کند. در داخل کره زمین امواج ضربه‌ای یا P بسیار سریع تر از امواج S حرکت می‌کنند. (تقریباً ۱٫۷: ۱). تفاوت در زمان سفر امواج از کانون به رصدخانه برای اندازه‌گیری فاصله است و می‌تواند منابع لرزه و ساختار درون زمین را نشان دهد. همچنین عمق کانون (hypocenter) را می‌توان به‌طور تقریبی محاسبه کرد.
قانون کلی: به‌طور متوسط، فاصله (کیلومتر) به زمین‌لرزه برابر است با زمان (ثانیه) بین امواج P و S. انحراف خفیف به دلیل ناهمگن بودن لایه‌های زیرسطحی زمین است.

## آثار زمین‌لرزه
برخی از آثار زمین‌لرزه به شرح زیر است:

### لرزاندن و گسیختگی زمین
لرزاندن و گسیختگی زمین اثرات اصلی ایجاد شده توسط زمین‌لرزه هستند، اساساً منجر به آسیب زیاد یا کم ساختمان‌ها و دیگر سازه‌های سفت و سخت می‌شود. شدت عوارض بستگی به ترکیب پیچیدهٔ بزرگی زمین‌لرزه، فاصله از مرکز زمین‌لرزه، شرایط زمین‌شناسی و ژئومورفولوژی محل دارد که باعث تقویت یا کاهش انتشار امواج می‌شود. تکان زمین را با شتاب زمین اندازه می‌گیرند.
ویژگی‌های خاص زمین‌شناسی، ژئومورفولوژی و زمین‌ساختاری محل می‌توانند میزان لرزش زمین را حتی در زمین‌لرزه‌های کم شدت افزایش دهند. این اثر، سایت یا تقویت محلی نامیده شده است. اصولاً به دلیل انتقال حرکت لرزه‌ای از خاک سخت به خاک سطحی نرم، تمرکز و ذخیرهٔ انرژی لرزه‌ای در کانون به علت نوعی تنظیم هندسی می‌باشد.
گسیختگی زمین در واقع شکستن آشکار و جابجایی سطح کره زمین در طول گسل است که ممکن است در مورد زمین‌لرزه بزرگ مترها باشد. گسیختگی زمین خطر بزرگی برای سازه‌های مهندسی بزرگ مانند سدها، پل‌ها و ایستگاه‌های قدرت هسته‌ای است در نتیجه نیاز به نقشه‌برداری دقیق از گسل‌های موجود برای شناسایی هر گونه احتمال شکستن سطح زمین در طول مدت عمر سازه وجود دارد.

### رانش زمین و بهمن
زمین‌لرزه، همراه با طوفان شدید، فعالیت آتشفشانی، برخورد موج ساحلی، و آتش‌سوزی بزرگ، می‌تواند منجر به عدم ثبات شیب زمین و خطر بزرگی در زمین‌شناسی شود. خطر زمین لغزش حتی ممکن است در حالی که پرسنل اورژانس اقدام به نجات می‌کنند باقی بماند.

### آتش‌سوزی
زمین‌لرزه می‌تواند با صدمه زدن به قدرت برق یا خطوط گاز منجر به آتش‌سوزی شود. در صورت صدمه به شبکه آبرسانی و از دست دادن فشار، جلوگیری از گسترش آتش نیز ممکن است مشکل شود. برای مثال، مرگ و میر در زمین‌لرزه ۱۹۰۶ سان فرانسیسکو بیشتر توسط آتش‌سوزی بود تا از زمین‌لرزه.

### روانگرایی خاک
روانگرایی خاک یا شبیه به مایع عمل کردن خاک وقتی رخ می‌دهد که، به خاطر تکانها، دانه‌های مواد اشباع شده با آب (مانند شن و ماسه) به‌طور موقت استحکام خود را از دست داده و از شکل جامد به حالت روان تبدیل شوند. روانگرایی خاک می‌تواند ساختارهای سفت و سخت، مانند ساختمان‌ها و پل‌ها را، کج کند یا به ساختارهای فرورونده تبدیل کند. برای مثال، در زلزله ۱۹۶۴ آلاسکا، روانگرایی خاک باعث شد ساختمان‌های بسیاری در زمین فروروند و در نهایت به روی خود فرو بریزند.

### سونامی
سونامی، موج‌هایی با طول بلند، امواج طولانی مدت دریا هستند که توسط حرکت ناگهانی حجم زیادی از آب تولید می‌شوند. در اقیانوس فاصله بین فاکتورهای اوج موج می‌تواند ۱۰۰ کیلومتر فراتر، و دوره‌های موج می‌تواند از پنج دقیقه تا یک ساعت متفاوت باشد. چنین سونامی، ۶۰۰–۸۰۰ کیلومتر در ساعت، بسته به عمق آب حرکت می‌کند. امواج بزرگ تولیدشده توسط زمین‌لرزه یا زمین لغزش زیر دریایی می‌تواند در نزدیکی مناطق ساحلی در عرض چند دقیقه تاخت‌وتاز کند. سونامی همچنین می‌تواند هزاران کیلومتر در سراسر اقیانوس حرکت کند و ساعت‌ها بعد از زمین‌لرزه‌ای که آن را تولید کرده، سواحل دور را تخریب کند.
در حالت عادی، زمین‌لرزه فرورانش کمتر از قدر ۷٫۵ در مقیاس ریشتر سونامی ایجاد نمی‌کند، هر چند برخی از این موارد ثبت شده است. بیشتر سونامی‌های مخرب توسط زمین‌لرزه با بیشتر از بزرگی ۷٫۵ ریشتر ایجاد می‌شود.

### سیل
سیل سرریز شدن هر مقدار آب است که به زمین می‌رسد. سیل معمولاً هنگامی رخ می‌دهد که حجم آب داخل بستر، مثلاً رودخانه یا دریاچه، بیش از ظرفیت کل آن شود، و در نتیجه مقداری آب جاری شود و در خارج از محیط طبیعی بستر قرار بگیرد. با این حال، اگر سد آسیب ببیند سیل اثرات ثانویهٔ زمین‌لرزه است. زمین‌لرزه ممکن است موجب ریزش خاک کوه شود و جریان رودخانه را مسدود کند که علت سیل شود.
زمین در زیر دریاچه Sarez در تاجیکستان در معرض خطر سیل عظیمی است اگر سد ناشی از ریزش تشکیل شده توسط زمین‌لرزه، معروف به سد Usoi به هنگام زمین‌لرزه‌های آینده شکسته شود. پیش‌بینی می‌شود سیل می‌تواند بر زندگی حدود ۵ میلیون نفر تأثیر بگذارد.

### نیروهای جزر
پژوهش‌ها نشان داده است ارتباط قوی بین نیروهای کشندی یا همان جزر و مدی کوچک و لرزش‌های غیر آتشفشانی وجود دارد.

### اثرات بشر
زمین‌لرزه ممکن است منجر به بیماری، فقدان نیازهای اساسی، از دست دادن زندگی، حق بیمه بالاتر، صدمه به اموال عمومی، آسیب جاده و پل و فروپاشی یا منجر به سقوط در آینده ساختمان‌ها شود. زمین‌لرزه همچنین می‌توانید فوران‌های آتشفشانی، که سبب بروز مشکلات آتی هستند را ایجاد کند؛ به عنوان مثال، صدمه قابل توجه به محصولات، همان‌طور که در سال معروف به «بدون تابستان» (۱۸۱۶) اتفاق افتاد.

## عوامل مؤثر در شدت تخریب
1. شدت و بزرگای زمین‌لرزه
2. فاصله کانون عمقی زمین‌لرزه از سطح زمین (ژرفای زمین لرزه)
3. فاصله کانون زمین‌لرزه تا مناطق مسکونی
4. تراکم جمعیت در مناطق زلزله‌زده
5. مدت زمان وقوع زمین‌لرزه

به عبارتی زمین‌لرزه چند ثانیه طول می‌کشد (دوام زمین‌لرزه)
1. ساعت وقوع زمین‌لرزه (زمین‌لرزه چه موقعی از شبانه روز رخ داده است)
2. نوع امواج تولیدی توسط زمین‌لرزه
3. میزان شتاب ایجادشده توسط زمین‌لرزه

## آمادگی
به منظور تعیین احتمال فعالیت‌های لرزه‌نگاری آینده، زمین شناسان و دانشمندان سنگ‌های منطقه را بررسی می‌کنند تا تعیین کنند اگر سنگ‌ها به نظر «فشرده» می‌رسد. مطالعهٔ گسل‌های یک منطقه به مطالعهٔ زمان سپری شده برای تشکیل فشار کافی برای وقوع زلزله توسط گسل نیز به عنوان یک تکنیک پیش‌بینی، کمک می‌کند. اندازه‌گیری‌ها بر اساس میزان انرژی کرنش انباشته در گسل در هر سال، زمان سپری شده از آخرین زلزله بزرگ، و انرژی و قدرت آخرین زلزله بنا می‌شوند. تمام این حقایق به دانشمندان اجازه می‌دهد میزان فشار لازم برای ایجاد گسل زلزله را تعیین کنند. اگرچه این روش بسیار مفید است، آن را تا به حال تنها در گسل سان آندریاس کالیفرنیا اجرا کرده‌اند.
امروزه راه‌هایی برای محافظت و آماده‌سازی محل‌های احتمالی زمین لرزه از آسیب شدید وجود دارد که از طریق فرایندهای زیر است: مهندسی زلزله، آمادگی دربرابر زلزله، ایمنی لرزه‌ای خانواده، دایر کردن تجهیزات لرزه‌ای (از جمله اتصالات، مواد و روش‌های خاص)، خطر زلزله، کاهش حرکت زمین لرزه، و پیش‌بینی زلزله. مقاوم‌سازی لرزه‌ای این است که ساختارهای موجود را نسبت به فعالیت‌های زمین لرزه، حرکت زمین یا شکست خاک ناشی از زلزله مقاوم تر و بهتر کند. با درک بهتر از تقاضا لرزه‌ای در سازه‌ها و با تجربه‌های اخیر زمین لرزه‌های بزرگ در نزدیکی مراکز شهری، نیاز به مقاوم‌سازی لرزه‌ای هرچه بیشتر است. قبل از معرفی کدهای مدرن لرزه در اواخر ۱۹۶۰ برای کشورهای توسعه یافته (آمریکا، ژاپن و …) و در اواخر ۱۹۷۰ برای بسیاری از دیگر نقاط جهان (ترکیه، چین و …)، سازه‌های بسیاری بدون جزئیات کافی برای محافظت و تقویت لرزه‌ای طراحی شده بودند. با در نظر گرفتن مشکل قریب‌الوقوع، کارهای تحقیقاتی مختلفی انجام گرفت. علاوه بر این، دستورالعمل‌های فنی برای ارزیابی لرزه‌ای، در سراسر جهان ایجاد و بازسازی شده‌اند و به چاپ رسیده‌اند—مانند ASCE - SEI ۴۱ و دستورالعمل انجمن مهندسی زلزله نیوزیلند (NZSEE).

### اقدامات پیش از زمین‌لرزه
آمادگی برای زمین‌لرزه و اینکه بدانیم چه کار باید کنیم می‌تواند جان بسیاری از افراد را نجات دهد.
- وضعیت زلزله‌خیزی منطقه خود را بررسی کنید.[۲۰]
- شناسایی مناطق امن در محل کار و خانه و …[۲۰]
- بررسی خطر آتش‌سوزی از سیم‌های برق فرسوده یا نشت لوله‌های گاز که می‌توانند بحران را بدتر کنند.[۲۰]
- دانستن محل فلکه‌های گاز و فیوزهای برق محل کار یا مدرسه.[۲۰]
- وسائل سنگین در طبقات پایین باشند و محکم کردن کمدها یا کابینت‌ها به دیوار و همین‌طور مهار وسائل سنگین یا آن‌ها که استعداد افتادن دارند. ظروف شکستنی در طبقات بالا نباشند[۲۰] همچنین می‌توانید محل وسائل گران‌قیمت یا مهم را ایمن کنید که می‌تواند شامل گاراژ و محل خودروی شما و مواد اشتعال‌زا یا سقوط وسیله سنگین محکم نشده روی خودرو نیز بشود.
- اطلاع از محل کار و خواب آشنایان و نزدیکان و خودتان از یکدیگر (می‌توانید محل قرار داشته باشید تا در صورت عدم حضور بفهمند که زیر آوار مانده‌اید)
- جعبهٔ کمک‌های اولیه را تهیه و در جایی ایمن و در دسترس قرار دهید. مجموعه‌ای از وسائل ضروری دم دست، چادر و پتو همین‌طور بیل و کلنگ، کارد و چاقو، مقداری طناب و کیسه پلاستیکی.
- منطقه شما لرزه‌خیز است؟ آیا کلاه ایمنی تهیه کرده‌اید؟ یا محلی ایمن در ساختمان دارید؟
- انتخاب محل خواب طوری‌که سر به طرف دیوارهای بیرونی و پرت نباشد.[۲۰]
- بادبندی یا همان مهاربند داشتن دیوارهای با مساحت بیش از ۲۰متر و محکم کردن لوسترهای بزرگ و فانتزی.

### توصیه‌های هنگام زمین‌لرزه
آرامش و اعتماد به نفس خود را در انجام دادن سریع نکات ایمنی حفظ کنید. ترس فقط سرعت عمل و صحت رفتار شما را کاهش می‌دهد. قوانین مورفی ممکن است به آن بدی که فکر می‌کنید نباشد ولی اگر فکر کنید که به آن بدی نیست قطعاً به همان بدی خواهد بود، پس با آمادگی و اطمینان از خطر جلوتر باشید. هر لرزشی به معنی نزدیک بودن به مرکز زلزله نیست زیرا امواج فشاری برد طولانی‌تر و ناحیه سایهٔ وسیع‌تری دارند اما احتیاط کنید و با سنجیدن شرایط به عقل و هوش خود اعتماد کنید توصیه‌های متناقضی دربارهٔ خروج یا عدم خروج از ساختمان هست که بستگی به قدرت تشخیص شما دارد.
در توصیه‌های زیر مواردی از باورهای اشتباه که نباید انجام داد مانند ایستادن در چهارچوب درب وجود دارد که توسط دانشگاه واشینگتن معرفی می‌شوند.
- دورهٔ زمانی متوسط زمین‌لرزه زیر ۳۰ ثانیه است، اما در زلزله‌های شدیدتر می‌تواند به چند دقیقه برسد.[۲۲] امواج قیچی (سفره‌تکانی) بلافاصله پس از امواج فشاری می‌آیند که به معنی احتمال بیشتر سقوط اجسام یا تخریب نمای ساختمان است.
- ساختمان خطر ریختن دارد.

#### در ساختمان
- دانشگاه واشینگتن: در زمان لرزش به بیرون از ساختمان یا به اتاق‌های دیگر ندوید زیرا علاوه بر اینکه بیشتر باعث زمین‌خوردن‌تان می‌شوید، نمی‌توانید اجسامی که به طرفتان پرت می‌شوند یا از بالا سقوط می‌کنند را به موقع تشخیص دهید. همچنین دیوارهای اطراف ساختمان زودتر از دیوارهای مرکزی تخریب می‌شوند یعنی حتی اگر در طبقه همکف آپارتمان باشید تا وقتی که خود را به بیرون برسانید به احتمال زیاد نمای ساختمان مانند سنگ مرمر یا خرده‌شیشه پنجره‌ها یا حتی خود دیوارها در حال سقوط هستند.[۲۳]
- دانشگاه واشینگتن: در چهارچوب درب پناه نگیرید این باور اشتباه پس از زلزله بلندمدت کالیفرنیا و عکسی از یک خانه کامل ویران شده که چهارچوب درب آن ایستاده بود ایجاد شد که چهارچوب در ایمن‌ترین جاست بله درست است ولی به شرطی که در یک خانه خشتی یا چوبی قدیمی غیرمستحکم زندگی کنید. در خانه‌های مدرن ایستادن در چهارچوب درب از شما دربرابر آجر یا اجسام در حال پرتاب حفاظت نمی‌کند و محکم‌ترین مکان نیست زیر یک میز ایمن‌تر است.[۲۳]
- از موارد متناقض: تا پایان لرزه‌ها در محل امنی در داخل ساختمان پناه بگیرید[۲۱] سپس با کمال خونسردی خارج شوید[۱۹] یا قبل از اتمام لرزه‌ها سعی کنید از محل خارج شوید.[۲۴] نمای ساختمان شما چیست؟ آیا شدت لرزش زیاد است؟ اگر ۱ درصد احتمال سقوط خرده‌شیشه یا نما یا دیوار آپارتمان در اطراف ساختمان را می‌دهید باقی ماندن زیر سقف ساختمان برای شما ایمن‌تر است تا بودن در فضای باز زیر بارش آوار.
- آشپزخانه خطرناک است به دلیل وسائل شکستنی و تیز و همچنین لوله‌های گاز، آب و برق در نزدیک یکدیگر که ممکن است با تخریب دیوار ایجاد آب برق‌دار یا شعله و انفجار داشته‌باشد.[۲۵]
- به محض احساس زلزله، اگر ساختمان یک طبقه است (خانه یک طبقه منظور همکف آپارتمان نیست) و نزدیک خروجی هستید، سریعاً خارج شوید[۲۱] و در فضای باز جایی بروید که از دیوار و ساختمان دور باشد.
- در آپارتمان یا اداره چندطبقه یا مدرسه زیر میز پناه بگیرید و با دست‌ها از سر خود محافظت کنید.[۱۹][۲۱]
- به طرف راه‌پله خروجی هجوم نبرید، زیرا ازدحام راه را بسته و وزن توده مردم متمرکز روی یک نقطه از راه‌پله می‌تواند موجب تخریب آن طی لرزش شود.[۲۴] در ایران راه‌پله‌هایی که در وسط ساختمان هستند به دلیل دیوارهای کوچک نزدیک به هم و اسکلت هر پاگرد فضای محکمی را برای حضور چند نفر فراهم می‌کنند (و نه ازدحام). از شیشه‌های راه‌پله‌های نورگیر دوری کنید.
- از میز دور هستید یا دسترسی ندارید، به کنار نزدیکترین و کوچک‌ترین دیوار سمت داخل ساختمان رفته به کنج آن چسبیده (نزدیک ستون) با زانو زدن روی زمین خم شده و با دست‌ها از سر خود محافظت کنید.[۲۱]
- داخل ساختمان، مواظب افتادن آجر، لوستر و سایر وسایل لغزنده یا واژگون‌شونده باشید. از پنجره و آینه و شکستنی‌ها فاصله بگیرید و در صورت شدت زلزله و احساس خطر به زیر میز یا تخت‌خواب محکم بروید (اگر تخت یا میز محکم نیست گوشه دیوار بهتر است)[۲۴] دویدن و فرار بدترین گزینه است.

#### خارج از ساختمان
- از ساختمان‌های بلند، دیوارها و دیگر اشیایی که ممکن است فرو بریزد دور شوید.[۲۴]
- پمپ‌بنزین‌ها از ساختمان شما خطرناک‌ترند.

### مثلث حیات
***دانشگاه واشینگتن: شایعه مثلث زندگی بواسطه ایمیل‌های متعددی به سرعت منتشر شد که گونه دیگری از «بخواب، پناه بگیر و منتظر باش»(DCH) می‌باشد و بسیار خطرناک است. این باور که همیشه کنار میز بودن بهتر از زیر آن است بر اساس استدلال‌های اشتباه زیر است:
1. ساختمان‌ها همیشه در زلزله فرو می‌ریزند! (اشتباه، فروریختن پن‌کیکی و ویرانی کامل در همه جا نادر و کم است به ویژه در کشورهای توسعه‌یافته)
2. وقتی ساختمان‌ها خراب می‌شوند همیشه کل وسائل خانه را خرد می‌کنند! (اشتباه، زیر وسائل یا پناهگاه‌های دیگر پناه بگیرید)
3. مردم همیشه می‌توانند تشخیص دهند که ساختمان‌شان ممکن است از کدام طرف خراب شود تا مکان خالی مناسب و ایمن را کنار وسائل انتخاب کنند!(اشتباه، جهت لرزش قابل تشخیص نیست و زوایایی ساختاری منحصر به فرد ساختمان این امر را غیرممکن می‌کند)
4. در زمان لرزش قوی (برای تخریب سقف) مردم می‌توانند به مکان دلخواهشان برای پناه‌گرفتن بروند! (اشتباه، لرزش شدید هر حرکتی با مسیر طولانی را سخت و خطرناک می‌کند)
5. برخی موارد ایمیل شده مثلث زندگی بسیار خطرناک هستند، برای مثال از خودرو پیاده شده و روی زمین کنار خودرو دراز کشیده و پناه بگیرید گویی که همیشه یک اتوبان بالاسر شماست که سقوط می‌کند و خودرو را له می‌کند (احتمال ضعیف) اما حتی اگر باشد هم خوابیدن کنار خودرو خطرناک‌تر است زیرا خودرو حرکت کرده و شخص را له می‌کند همین‌طور رانندگانی که احتمال منحرف شدن‌شان نیز هست ممکن است شخص را روی زمین نبینند.[۲۳]